# Lubombo

Lubombo är ett av Swazilands fyra distrikt, och ligger i landets östra del. Lubombos yta är 5 947 km². Distriktet hade 2007 enligt folkräkning 207.731 invånare. Det administrativa centrumet är Siteki.
Området domineras av Lubombobergen (Lebombobergen). Distriktet gränsar till alla de tre andra regionerna: Hhohho i norr, Manzini i väster och Shiselweni i söder. Distriktet gränsar också i norr och söder till Sydafrika och i öster till Moçambique.

## Administrativ indelning
Regionen är indelad i följande elva tinkhundla:
- Dvokodvweni
- Hlane
- Lomahasha
- Lubuli
- Lugongolweni
- Matsanjeni Nord
- Mhlume
- Mpholonjeni
- Nkilongo
- Siphofaneni
- Sithobela